# Территориальное аббатство Монте-Оливето-Маджоре

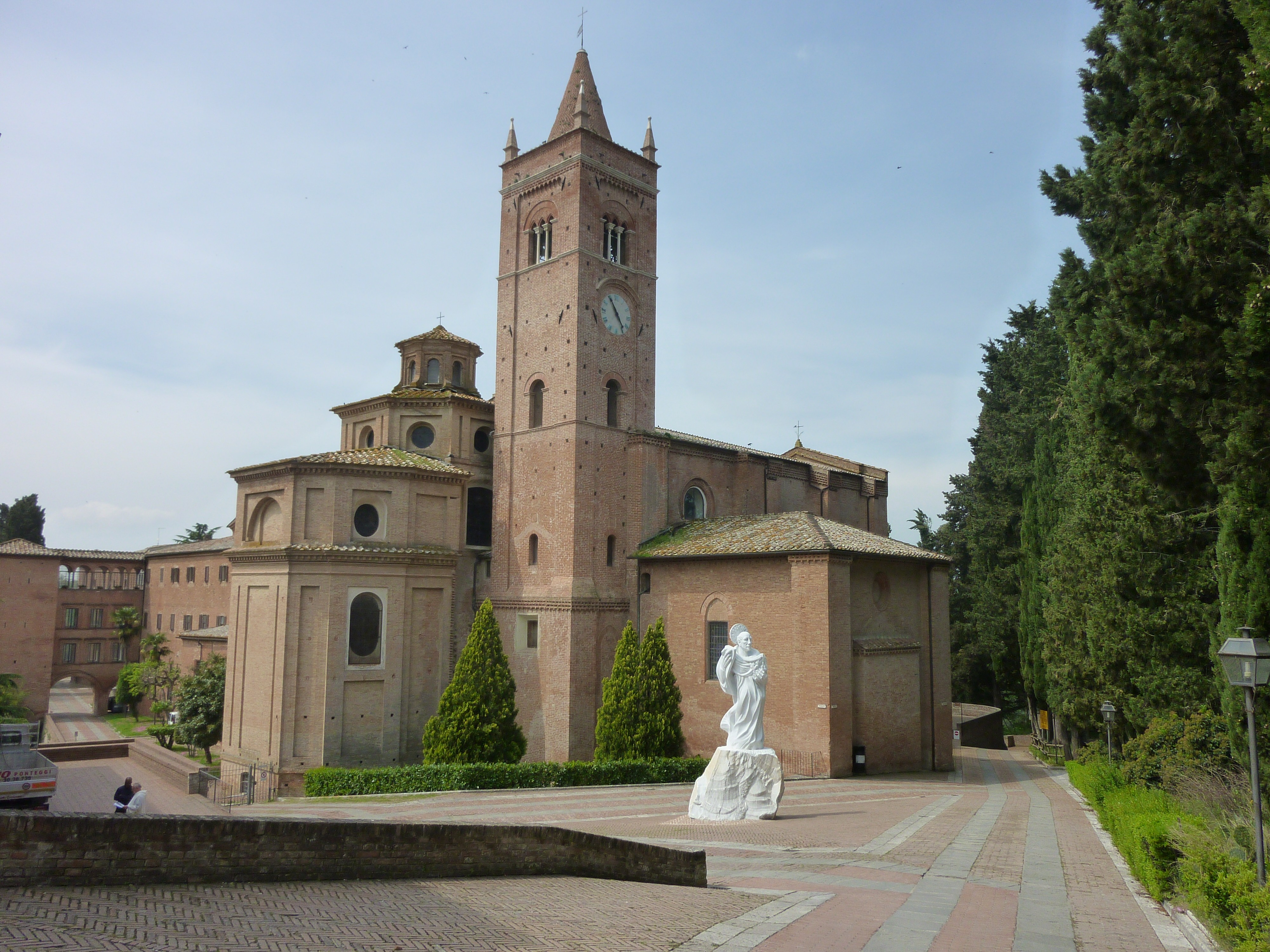
Внутри аббатства

Монте-Оливето-Маджоре (Monte Oliveto Maggiore) — первый и самый главный монастырь католического ордена оливетов. Основан на холме в местности Крете-Сенези в 10 км от тосканского города Ашано в 1313 году сиенским юристом Бернардо Толомеи. Название получил в честь Масличной горы в Иерусалиме.
В Средние века монастырь был одним из главных землевладельцев на территории Сиенской республики. Строительные работы в Монте-Оливето-Маджоре шли почти непрерывно с 1393 по 1526 годы. Монастырские здания сложены из красного кирпича. Попасть в обитель можно по подъёмному мосту, пройдя по аллее чёрных кипарисов. Над монастырским комплексом парит готическая колокольня.
Большой клуатр монастыря, возведённый в период кватроченто, украшен стенописью Луки Синьорелли и Содомы на темы из жизни святого Бенедикта. П. П. Муратов определял её как «один из грандиознейших фресковых циклов Италии». Подробнее о содержании фресок см. статью Содома.
Из монастырской церкви Святого Варфоломея происходит большое «Благовещение», с 1867 года находящееся в галерее Уффици и единодушно атрибутируемое Леонардо да Винчи.